# Кандидат за съдебни длъжности
Кандидат за съдебни длъжности (пълно наименование: кандидат за длъжности в съдебното ведомство; на руски: кандидат на судебные должности) – в Руската империя е названието на стажант, който е получил юридическо образование и се готви да получи длъжност в Министерството на правосъдието.
Понятието се появява в резултат на съдебната реформа от 1864 г. Кандидатите за съдебни длъжности могат да бъдат лица, „завършили курс по правни науки или имащи атестат за издържан изпит по тези науки“. Молба за зячисляване като кандидат за съдебни длъжности се подава до председателя на съответния съд, който съобщава това на министъра на правосъдието, който от своя страна съставя списъци на всички кандидати за съдебни длъжности.
Кандидатите за съдебни длъжности са били причислявани както към даден съд, така и към дадена прокуратура. Точната продължителност на стажа на кандидата не била предварително определена. До 1880 г. не са били рядкост случаите, когато кандидат за съдебна длъжност бил предупреждаван „да не разчита на никакво служебно повишение, да не таи никакви надежди или да ласкае сам себе си с мечти за длъжност, за която така иронично напомня званието му“.
Закон от 1891 г. определя точните срокове на кандидатския стаж, който от тук нататък бива разделен на две половини (младши кандидати и старши кандидати) и възлиза на три години: година и половина за всеки етап от стажа. За да получат статус на старши кандидат, младшите кандидати полагат изпит след година и половина практика.
В провинциалните съдилища съществувал постоянен недостиг на съдебни следователи, поради което много кандидати за съдебни длъжности били назначени за изпълнение на следствените задължения.
Също така, кандидатите за съдебни длъжности изпълнявали задълженията на служебни защитници, ако даден обвиняем няма средства да си наеме защитник (адвокат) или в региона няма достатъчно налични адвокати със свободни капацитети, за да поемат защитата му.
Кандидатите за съдебни длъжности са изпълнявали дори прокурорски задължения, отбелязвайки, че „доста успешно кандидатите изпълняват задълженията на другарите прокурори от окръжните съдилища“.